# Cadi-Ayyad-Universität
Die Cadi-Ayyad-Universität (arabisch جامعة القاضي عياض, DMG Ǧāmiʿat al-Qāḍī ʿAiyāḍ; französisch Université Cadi Ayyad) ist eine staatliche Universität mit Hauptsitz in Marrakech in Marokko und Niederlassungen in Essaouira, Safi und der Provinz El Kelaâ des Sraghna.
Die Hochschule wurde 1978 gegründet. Namensgeber ist Cadi Ayyad (1083–1149), ein Cadi (Richter) andalusischer Herkunft und einer der sieben Heiligen von Marrakesch.

## Fakultäten
- Marrakesch
  - Semlalia Fakultät für Naturwissenschaften
  - Fakultät für Naturwissenschaften und Technik von Gueliz
  - Nationale Hochschule für angewandte Wissenschaften
  - Fakultät für Rechts-, Wirtschafts- und Sozialwissenschaften
  - Nationale Schule für Handel und Management
  - Fakultät für Medizin und Pharmazie
  - Fakultät für Kunst und Geisteswissenschaften

- Essaouira
  - Schule für Technik

- El Kelaa des Sraghna
  - Universitätszentrum Kelaa des Sraghna

- Safi
  - Polytechnische Fakultät
  - Nationale Hochschule für angewandte Wissenschaften
  - Höhere Schule für Technologien